# Abu-Zakariyyà Yahya III
Abu-Zakariyyà Yahya (III) ibn Ibrahim fou emir hàfsida de Bugia, fill d'Abu-Ishaq Ibrahim.
Quan el 1284 va pujar al tron Abu-Hafs Úmar I, Abu-Zakariyyà no va trigar a revoltar-se 1285 amb el suport dels àrabs del país, i es va apoderar de tota la part occidental del territori hàfsida incloent Bugia i Constantina; el 1286 Abu Zakariya Yahya III va atacar Tunis però fou rebutjat i va haver de fugir cap al sud, on es va apoderar de Gabès; d'allí va atacar la Tripolitana però es va haver de retirar perquè la seva capital Bugia era atacada pels abdalwadites de Tlemcen aliats i nominals vassalls de l'emir hàfsida de Tunis.
L'emir de Bugia va annexionar la regió del Zab vers el 1290 i el 1294 el governador d'aquesta regió va obtenir autoritat sobre tot el sud del territori de Constantina (el Constantinès, en francès conegut com el Constantinois). El 1294 l'emir de Gabès va reconèixer la sobirania de l'emir de Bugia. Abu-Assida Muhàmmad II que acabava de pujar al tron a Tunis com a successor del seu cosí primer Abu-Hafs Úmar I va tractar de sotmetre al seu oncle de Bugia.
Abu-Zakariyyà Yahya aviat es va veure en dificultats perquè els marínides havien imposat la seva sobirania a Alger i havien conquerit la Mitidja, i van assetjar Bugia el 1300, però foren rebutjats. Abu-Zakariyyà va morir el 1301 i el va succeir el seu fill Abu-l-Baqà Khàlid (I).